# Julia Chan
Julia Chan (Cheshire, Inglaterra; 9 de mayo de 1983), también conocida como Julia Taylor Ross, es una actriz y presentadora de televisión inglesa, conocida por sus papeles como Dra. Maggie Lin en la serie de CTV, Saving Hope (2012-2017), como copresentadora de las dos primeras temporadas del reality The Great Canadian Baking Show (2017-2019) y como Pepper Smith en la serie de The CW, Katy Keene (2020). En un papel cinematográfico notable, interpretó a Sophia en la película de terror de 2011, Silent House.

## Primeros años
Chan nació y creció en Cheshire. Su padre, Roy Chan, es un abogado de ascendencia china radicado en Hong Kong; su madre, Lorna, es una bailarina canadiense. Estudió en la University College de Londres y luego asistió a la Universidad de Harvard en Cambridge, Massachusetts. Mientras estuvo allí, actuó con frecuencia en el cercano American Repertory Theatre. Se graduó con un Bachiller universitario en letras en Historia del Arte y Arquitectura. Recibió su maestría de la New School of Drama de Nueva York en 2010.

## Carrera
Mientras aún estaba en la escuela de posgrado, Chan obtuvo un papel en Rookie Blue (2010) de Global Television Network (que se transmite en los Estados Unidos por ABC). Entre 2011 y 2017, Chan interpretó a la Dra. Maggie Lin, durante cinco temporadas en la serie Saving Hope de CTV, que se transmitió en los EE. UU. por NBC. Apareció en el papel de Sophia en Silent House, una película de terror estadounidense de 2011 dirigida por Chris Kentis y Laura Lau, y al año siguiente en la película de comedia romántica Missed Connections.
Chan ha aparecido en dos programas de televisión canadienses, la miniserie Bloodletting & Miraculous Cures y la serie Republic of Doyle. En 2015, Chan apareció en la película Ava's Possessions. Chan también ha aparecido como invitada en episodios de Gotham (2016) y Schitt's Creek (2017).
Fue anfitriona del reality The Great Canadian Baking Show con Dan Levy, que se estrenó el 1 de noviembre de 2017 en CBC. Chan regresó como presentadora de la segunda temporada en 2018, pero ni ella ni Levy regresaron para la tercera temporada del programa.
El 21 de febrero de 2019, se anunció que había conseguido el papel de Pepper Smith en la serie Katy Keene, un spin-off de Riverdale, que comenzó a transmitirse por The CW en 2020. Aparece en la serie junto a Lucy Hale, Ashleigh Murray y Jonny Beauchamp. En 2021, Chan apareció en la obra de teatro 2:22 A Ghost Story. Apareció en Archive 81, que se estrenó en Netflix el 14 de enero de 2022.

## Vida personal
Chan se casó con Erik Ratensperger en 2011 y se divorciaron en 2019.

## Filmografía
| Cine | Cine               | Cine            | Cine                              |
| Año  | Título             | Rol             | Notas                             |
| ---- | ------------------ | --------------- | --------------------------------- |
| 2008 | Twenty One         | Kate            | Acreditada como Julia Taylor Ross |
| 2010 | B.U.S.T.           | Tina            | Acreditada como Julia Taylor Ross |
| 2010 | Feather Weight     | Kate            |                                   |
| 2012 | Silent House       | Sophia          | Acreditada como Julia Taylor Ross |
| 2012 | Missed Connections | Yoga Zoe        | Acreditada como Julia Taylor Ross |
| 2014 | Dear Dead Abby     | Rachel          | Acreditada como Julia Taylor Ross |
| 2015 | Ava's Possessions  | Punk Rock Chick |                                   |
| 2018 | A Kid Like Jake    | Michelle        |                                   |

| Televisión | Televisión                      | Televisión            | Televisión                                                                     |
| Año        | Título                          | Rol                   | Notas                                                                          |
| ---------- | ------------------------------- | --------------------- | ------------------------------------------------------------------------------ |
| 2010       | Rookie Blue                     | Emily Starling        | Episodio: «Mercury Retrograde»; acreditada como Julia Taylor Ross              |
| 2012       | Pan Am                          | Female Art Patron     | Episodio: «New Frontiers»; acreditada como Julia Taylor Ross                   |
| 2010       | Bloodletting & Miraculous Cures | Adrianne              | Episodio: «Family Practice»; acreditada como Julia Taylor Ross                 |
| 2010-2012  | Republic of Doyle               | Karen Becker          | 2 episodios; acreditada como Julia Taylor Ross                                 |
| 2012-2016  | Saving Hope                     | Dra. Maggie Lin       | Elenco principal (79 episodios); acreditada como Julia Taylor Ross             |
| 2015       | Gotham                          | Karen Jennings        | Episodio: «Wrath of the Villains: Pinewood»; acreditada como Julia Taylor Ross |
| 2017       | Schitt's Creek                  | Elaine                | Episodio: «New Car»; acreditada como Julia Taylor Ross                         |
| 2017-2018  | The Great Canadian Baking Show  | Ella misma            | Coconductora                                                                   |
| 2018       | Little Dog                      | Pamela                | Elenco recurrente (11 episodios)                                               |
| 2019       | BoJack Horseman                 | Pickles Aplenty (voz) | En reemplazo de Hong Chau                                                      |
| 2020       | Katy Keene                      | Pepper Smith          | Elenco principal (13 episodios)                                                |
| 2021       | Archive 81                      | Anabelle Cho          | Elenco principal (8 episodios)                                                 |
| 2023       | Will Trent                      | Ava Green             | Episodio: «The Look Out»                                                       |
| 2023       | Accused                         | Sarah Tamura          | Episodio: «Jiro's Story»                                                       |